# Högspänd likström

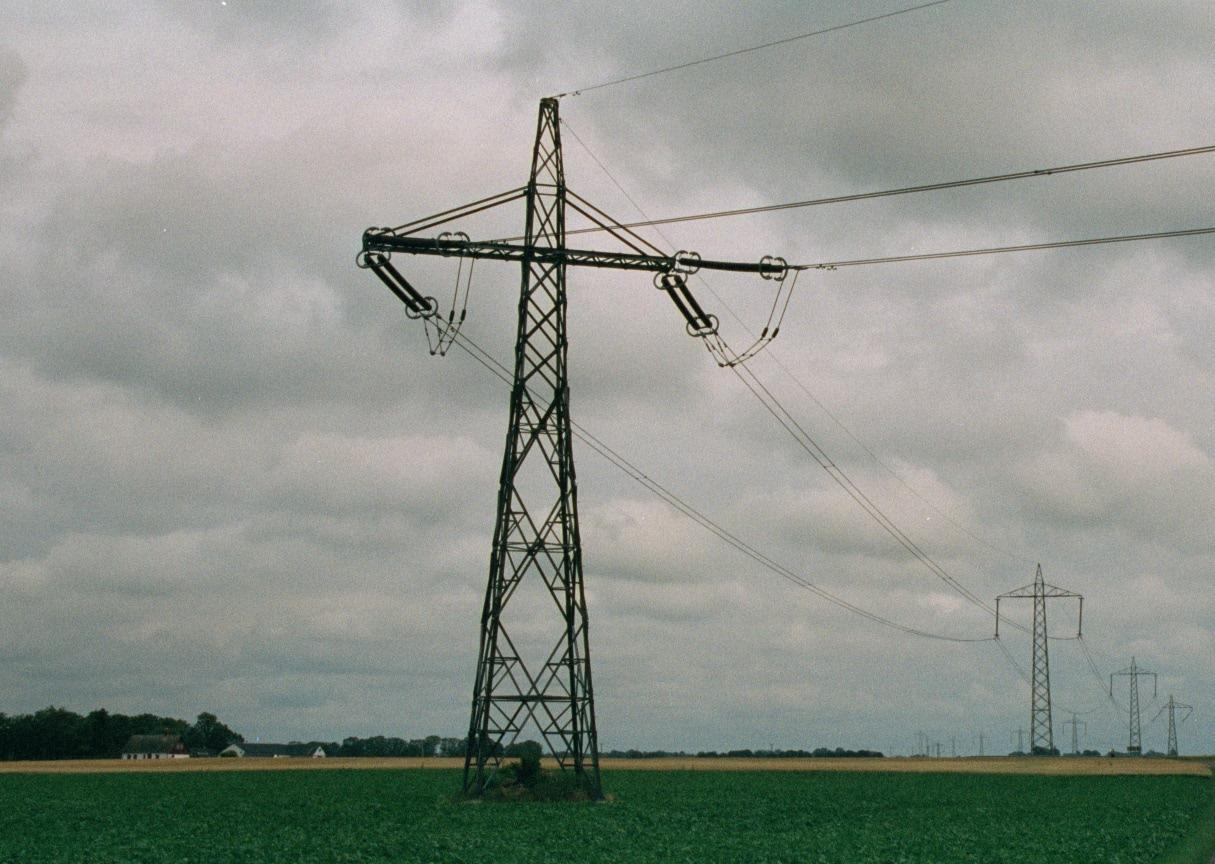
Stolpar för högspänningsledningen på svenska sidan av HVDC-förbindelsen för Baltic cable.

Högspänd likström, eller HVDC (av engelskans high voltage direct current), är en teknik för att föra över elkraft över längre sträckor (50 mil+) via sjökabel, mark- eller luftlinje med lägre förluster jämfört med konventionell växelspänningsteknik. Tekniken används också för att överföra elkraft mellan två näraliggande asynkrona växelströmsnät där inte växelströmsteknik är möjlig. Det finns ingen fastställd gräns för vilken spänning HVDC använder, men de flesta anläggningar sedan 1950-talet ligger i spannet 100 kV - 800 kV, med pilotanläggningar uppåt 1200kV.

## Användning

Existerande länkar
Under konstruktion
Föreslagna
HVDC-förbindelser i Europa, huvudsakligen sjökabellänkar.

En vanlig användning för HVDC är vid anläggning av kraftledningar på havsbotten. Om växelström hade använts blir förlusterna vid ökande ledningslängd betydande, då spänning och ström kommer att fasförskjutas på grund av hög kapacitans i en växelströmsledning. I en likströmsledning uppstår endast rent resistiva förluster, medan det i en växelströmsledning tillkommer reaktiva förluster genom att spänning och ström inte är i fas. Dessutom tillkommer så kallad skinneffekt då växelström har tendensen är koncentreras på ytan av en metalledare medan det går mycket mindre ström i den centrala delen av en tjock metalledare. Då blir den effektiva ytan mindre än den geometriska och därför blir resistansen högre för växelström än för likström, som saknar denna effekt.

## Historik
De första högspänningssystemen kom i slutet av 1880-talet och var rena likströmsanläggningar utan omvandling till växelström, utvecklade av schweizaren René Thury. Thury-systemet använde generatorer och laster i serie, med varvtalsregulering av generatorerna för att hålla en jämn spänning. 
1889 kom första stationen vid floden Gorzente, och försörjde Genoa med 6 kV.
1897 i La Chaux-de-Fonds (14 kV).
1899 mellan St-Maurice och Lausanne (22 kV, 3.7 megawatts).
1906 invigdes Lyon-Moutiers projektet (slutlig kapacitet: 20 megawatts, 125 kV, 230 km).
1911 Metropolitan Electric Supply Company, London, 100-ampere 5,000-volt generatorer.
Vid denna tid fanns inga transformatorer för likspänning, utan all nedspänning fick ske lokalt genom att en likspänningsmotor drev en nedväxlad generator.
Nästa steg i utvecklingen bestod av högspänningskvicksilverånglikriktare, som uppfunnits redan 1902 av Peter Cooper Hewitt, men det tog två decenniers utveckling innan General Electric 1932 kunde uppföra en demonstrationsanläggning i Mechanicville, New York med en spänning på 12 kV. I Tyskland pågick försök mellan 1933 och 1942 med det ambitiösa Elbe-Projekt antaget 1941, som avsåg förbinda brunkolsverket Vockerode vid Dessau med en bipolär markkabel till Berlin. Projektet hann aldrig slutföras, och stora delar av utrustningen togs av Sovietunionen som betalning av krigsskadestånd. Den användes där för linjen Kasjira-Moskva som hade en teoretisk kapacitet på 30 MW och kördes i omväxlande ±100 kV bipolär eller 200 kV mot jord. Beroende på kvicksilverånglikriktarnas konstruktion blev tillförlitligheten aldrig godtagbar, men gav värdefulla erfarenheter till det senare ±400 kV Volgograd–Pervomaiskprojektet som slutfördes 1965. Det blev istället Uno Lamm vid ASEA som 1954 hade lyckats lösa problemen och uppfört Gotlandslänken.
Sedan mitten på 1970-talet tills början av 2010-talet har istället tyristor-omvandlare varit den dominerande tekniken, för att sedan avlösas av bipolära transistorer med isolerat styre.

## Tekniken

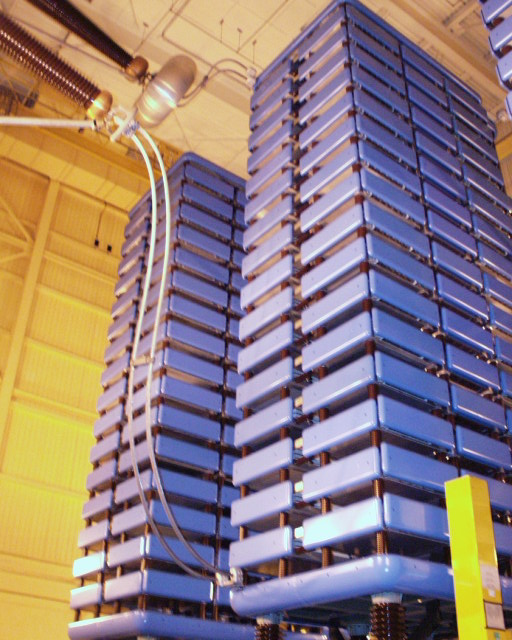
Tyristorstyrd anläggning för HVDC i Kanada.

Det traditionella elnätet arbetar med växelström, som har fördelen att medge omvandling mellan olika spänningsnivåer med transformatorer. Genom att anpassa spänningen till lämplig nivå, och därefter använda likriktare omvandlas växelströmmen till högspänd likström. Detta möjliggör att överföra elkraft över långa avstånd med lägre effektförluster. Speciellt vid överföring i längre havs-eller markkablar blir förlusterna betydande med växelström. I den mottagande stationen "hackar" man upp strömmen med en växelriktare och skapar en växelström och anpassar samtidigt spänningen till det mottagande nätets nivå.
Anledningen till att likström inte används i stor skala, trots de lägre förlusterna, är att när kraftsystemen byggdes ut på 1800-talet så var det komplicerat, nästan omöjligt, att transformera spänningen i en likström. Med dagens tvångskommuterade strömriktare är det möjligt att bygga omvandlare med vilka man kan gå från en likspänningsnivå till en annan och då göra det möjligt att bygga likströmsnät.
Kostnaden för lik- och växelriktning har sjunkit, men är fortfarande inte försumbar. Detta gör att likströmsöverföring är lämpligt där stora effekter överförs över långa avstånd utan mellanliggande "avtappningar", då varje sådan anslutning måste förses med utrustning för växelriktning. 
Det finns idag två tekniker för HVDC. Den ena, som bygger på tyristorer, kallas linjekommutering och utvecklades och togs i drift på 1950-talet av Asea. Den andra tekniken kallad tvångskommutering bygger på IGBT-transistorer som till skillnad mot tyristorer även medför kontrollerad släckning. Tvångskommuterade så kallade voltage source converters (VSC) utvecklades av ABB på 90-talet och har idag blivit en etablerad teknik.
Större leverantörer av HVDC-teknik är Hitachi Energy, Alstom och Siemens.